# Scotia rugosa
Scotia rugosa är en djurart som tillhör fylumet slemmaskar, och som beskrevs av Leuckart 1849. Scotia rugosa ingår i släktet Scotia, fylumet slemmaskar och riket djur. Inga underarter finns listade i Catalogue of Life.